# 第44师团 (日本陆军)
第44师团（第44師団）是大日本帝國陸軍师团之一。

## 沿革
第44师团是于1944年（昭和19年）4月4日为强化本土防衛，以留守第4师团为骨干在大阪成立。最初配属至中部軍隷下。1945年（昭和20年）3月起进攻關東平原，同年4月8日编入新设立的第51軍作戰序列，作为機動打撃师团对沿岸配備师团所防备的地区进行出击和攻击，在为防备本土決戰的状态之下迎来終战。

## 师团概要

### 歴代师团長
- 関原六 中将：1944年（昭和19年）4月6日 - 1944年（昭和19年）4月13日
- 川並密 中将：1944年（昭和19年）7月8日 - 1945年（昭和20年）3月19日
- 谷口春治 中将：1945年（昭和20年）3月19日 - 終战

### 最終所属部隊
- 步兵第92联队（大阪）：伊奈重誠大佐
- 步兵第93联队（大阪）：大沢勝二大佐
- 步兵第94联队（和歌山）：工藤丰雄大佐
- 野砲兵第44联队：高雄実大佐
- 工兵第44联队：窪田英夫中佐
- 輜重兵第44联队：金泽善治大佐
- 第44师团速射砲隊：鮫島良武少佐
- 第44师团通信隊：德永貞少佐
- 第44师团兵器勤務隊
- 第44师团衛生隊
- 第44师团第1野战医院
- 第44师团第4野战医院
- 第44师团制毒隊
- 第44师团病馬廠